# Ommelandercompagnie
De  Ommelandercompagnie is een voormalig waterschap in de Nederlandse provincie Groningen.
Het waterschap is ontstaan uit een fusie van de schappen Hoop op Beter, Midden-Ooster, Verbetering, de Vereenigde Polders en Zuidkant.
Het waterschap lag ten oosten van Veendam en Muntendam. De noordgrens lag bij de Boven Veensloot, de oostgrens  iets ten westen van Kibbelgaarn, de zuidgrens bij de Ommelanderwijk en de westgrens bij het Oosterdiep. De polder had meerdere gemalen.
Waterstaatkundig gezien ligt het gebied sinds 2000 binnen dat van het waterschap Hunze en Aa's.

## Naam
De naam is ontleend aan die van het dijkrecht van de Ommelander Compagnie. Het verschil in schrijfwijze is zeer gering, vandaar dat men de naam van het waterschap ook wel als Ommelander Compagnie tegenkomt.